# Lycosa maya
Lycosa maya är en spindelart som beskrevs av Chamberlin 1925. Lycosa maya ingår i släktet Lycosa och familjen vargspindlar. Inga underarter finns listade i Catalogue of Life.